# Шоле
Шоле (фр. Cholet) је насељено место у Француској у региону Лоара, у департману Мен и Лоара.
По подацима из 2006. године број становника у месту је био 54.632.

## Демографија
| 1962.  | 1968.  | 1975.  | 1982.  | 1990.  | 1999.  | 2006.  | 2011.  |
| ------ | ------ | ------ | ------ | ------ | ------ | ------ | ------ |
| 37.362 | 42.620 | 52.976 | 55.524 | 55.132 | 54.204 | 54,632 | 54.421 |

## Међународна сарадња
- Олденбург
- Дорохој
- Солихал
- Дења